# Ghiacciaio Rosanova
Il ghiacciaio Rosanova (in inglese Rosanova Glacier) è un ghiacciaio lungo circa 14 km situato sull'isola Thurston, al largo della costa di Eights, nella Terra di Ellsworth, in Antartide. Il ghiacciaio, il cui punto più alto si trova a circa 300 m s.l.m., fluisce verso sud partendo dall'estremità settentrionale della penisola King fino ad andare ad alimentare la piattaforma glaciale Abbot.

## Storia
Il ghiacciaio Rosanova è stato così battezzato dal Comitato consultivo dei nomi antartici in onore di Christine E. Rosanova, ricercatrice dello United States Geological Survey (USGS), impegnata nell'uso di immagini satellitari per studi geologici e glaciologici dai primi anni novanta al 2002.